# Schempp-Hirth Duo Discus
O Schempp-Hirth Duo Discus é um planador de alto desempenho, com capacidade para duas pessoas, projetado principalmente para competições de voo a vela. É freqüentemente usado para treinamento avançado.

## Desenvolvimento
O Duo Discus substituiu o planador Janus, também construído pela Schempp Hirth. O Duo Discus voou pela primeira vez em 1993 e ainda está em produção na fábrica de Orlican, na República Checa. Tem uma asa com 20 metros de envergadura e que é ligeiramente curvada para frente, fazendo com que o piloto traseiro fique próximo do centro de gravidade. Sua melhor razão de planeio medida foi de 44:1, ou seja, avança 44 metros a cada 1 metro que desce. Um motor retrátil também pode ser instalado para sessões prolongadas. Mais de 500 aeronaves foram construídas até dezembro de 2016. Seu principal concorrente é o DG Flugzeugbau DG-1001. Na Força Aérea dos Estados Unidos, é conhecido como TG-15A.

### Duo Discus X
Um modelo melhorado do Duo Discus foi anunciado em 2005. Esta versão possui flaps para pouso, o que aumenta o tamanho da asa e aumenta a controlabilidade da aeronave, permitindo que se voe em velocidades menores. A nova versão possui também winglets, que reduzem o arrasto aerodinâmico, trens de pouso maiores e um aumento no ângulo de ataque das asas.

### Duo Discus XL
A versão XL é a mais recente, que compartilha a mesma fuselagem que os planadores Arcus e Nimbus. O cockpit é 10 centímetros mais longo, o que melhora o conforto do assento, aumenta o espaço e ergonomia. Esta versão é certificada para acrobacias simples.

## Especificações[1]
| Tripulação           | Dois (piloto e co-piloto) |
| Capacidade do lastro | 200 quilos de água        |
| Comprimento          | 8,73 metros               |
| Envergadura          | 20 metros                 |
| Altura               | 1,6 metros                |
| Área da asa          | 16,4 metros quadrados     |
| Proporção            | 24,4                      |
| Peso vazio           | 410 quilos                |
| Peso bruto           | 700 quilos                |
| Velocidade máxima    | 263 quilômetros por hora  |
| Razão de planeio     | 47:1                      |
| Razão de subida      | 0,5 metros por segundo    |